# Nikołaj Bieglecow
Nikołaj Iwanowicz Bieglecow, ros. Николай Иванович Беглецов (ur. 10 marca?/23 marca 1914 we Władykaukazie, zm. 17 kwietnia 1945 w Pilźnie) – radziecki wojskowy (porucznik), propagandysta, a następnie dowódca Kompanii Ochrony Sztabu Sił Zbrojnych Komitetu Wyzwolenia Narodów Rosji pod koniec II wojny światowej.
W 1929 r. ukończył szkołę średnią, zaś w 1931 r. fakultety robotnicze. Następnie wstąpił do Komsomołu. W październiku 1936 r. został zmobilizowany do Armii Czerwonej. Na pocz. listopada 1938 r. ukończył szkołę wojskową w Ordżonikidze. Został w stopniu podporucznika dowódcą plutonu szkoleniowego szkoły. Od 8 lutego 1940 r. był zastępcą dowódcy kompanii szkoleniowej szkoły. Na pocz. 1941 r. awansował do stopnia porucznika. 3 listopada tego roku objął dowództwo batalionu szkoleniowego szkoły. 11 sierpnia 1942 r. został zastępcą szefa sztabu marszowego pułku strzeleckiego, sformowanego na bazie szkoły. We wrześniu tego roku pułk skierowano na front, gdzie został wkrótce zniszczony. Porucznik N. I. Bieglecow dostał się do niewoli niemieckiej. Do pocz. 1944 r. przebywał w różnych obozach jenieckich. Podjął wówczas kolaborację z Niemcami. Ukończył szkolenie w szkole propagandystów ROA w Dabendorfie pod Berlinem, podczas którego wstąpił do Narodowego Związku Pracujących (NTS). W październiku 1944 r. w stopniu kapitana objął dowództwo Kompanii Ochrony Sztabu Sił Zbrojnych Komitetu Wyzwolenia Narodów Rosji. Na pocz. 1945 r. awansował na majora. 17 kwietnia zginął podczas bombardowania stacji kolejowej w Pilźnie.